# Live in London (álbum de Deep Purple)
Live in London es un álbum en directo de la banda de hard rock Deep Purple, lanzado en 1982.
El concierto fue grabado por la BBC en la sala Gaumont State, de la londinense zona de Kilburn, el 22 de mayo de 1974, para ser emitido más tarde, aunque no fue editado como álbum oficial hasta 1982.
La grabación del show (algo más de 90 min.) fue difundida por la BBC el 6 de junio de 1974 (la emisión fue pasible de ser escuchada en sonido cuadrafónico, con receptores equipados a tal efecto).
Una transcripción abreviada de 60 minutos fue distribuida por radios fuera del Reino Unido, la cual fue fuente de versiones bootleg del concierto, que circularon en vinilo durante los años 70.
El LP original de 1982 constaba de casi una hora de duración, aunque era un vinilo sencillo, el cual había sido profusamente editado y abreviado en estudio.
En 2007 se reeditó una versión del álbum en CD doble remasterizado, rescatando el concierto entero.
La presentación correspondía a la gira del álbum "Burn", con Blackmore, Coverdale, Hughes, Lord & Paice.

## Lista de canciones

### LP
Lado A
1. Burn 6:51
2. Might Just Take Your Life 4:30
3. Lay Down, Stay Down 4:38
4. Mistreated 11:21

Lado B
1. Smoke on the Water 8:23
2. You Fool No One 17:58

### CD 2007
Disco 1
1. Burn 7:45
2. Might Just Take Your Life 5:17
3. Lay Down, Stay Down 5:29
4. Mistreated 15:28
5. Smoke on the Water 9:13

Disco 2
1. You Fool No One 20:22
2. Space Truckin' 31:02

## Músicos
- Ritchie Blackmore - guitarra
- David Coverdale - voz
- Glenn Hughes - bajo, voz
- Ian Paice - batería
- Jon Lord - teclados